# Casa de Bëor
En el legendarium de J. R. R. Tolkien, la Casa de Bëor es una de las tres huestes de hombres que vivieron en Beleriand y que los elfos denominaron Edain y que se aliaron con ellos en la lucha contra Morgoth. Este pueblo recibe el nombre de su líder Bëor que fue conocido y contactado por Finrod Felagund y se trata de la primera Casa de Hombres en cruzar las Montañas Azules para penetrar en tierra de los elfos.
Los Bëorrim se caracterizaban por ser hombres de tez blanca, pero de cabellos castaños, de mente inquisitiva, ojos grises, eran de manos hábiles y muy inteligentes.
Los personajes más importantes en la historia de Beleriand, que pertenecieron a la Casa de Bëor fueron: 
- El propio Bëor que sirvió a Finrod Felagund como vasallo hasta su muerte a los noventa y tres años.
- Barahir quien salvó a Finrod en el Marjal de Serech, dándole este como recompensa su anillo que fue símbolo de la Casa de Isildur.
- Morwen que fue la madre de Túrin que murió en el Bosque de Brethil.
- Tuor que entró en Gondolin y fue padre de Eärendil.
- Beren (hijo de Barahir) que se enamoró de Lúthien, recuperó un Silmaril de la corona de Morgoth, y regresó de entre los muertos para vivir con la hija de Thingol en Ossiriand y fue padre del medioelfo Dior Eluchíl y abuelo de Elwing, de cuyo hijo descienden todos los reyes de Númenor.

## Origen e historia
Como todos los Atani, el pueblo de Bëor vio la luz en Hildórien, pero según se cuenta en El Silmarillion, Morgoth, preocupado por la aparición de los hombres, pero más aún por los elfos de Beleriand, dejó a sus sirvientes a que controlaran a los humanos. Hubo algunos pueblos que cayeron bajo su influencia, pero otros se resistieron y debieron emprender la marcha desde sus lugares de origen buscando la paz. Este pueblo, junto al pueblo de Hador, partieron siguiendo un camino distinto a los Haladim y a los Drúedain; lo hicieron hacia el noroeste, pero en distintos momentos, aunque ambos pueblos estaban emparentados por el lenguaje, que tenía mucha influencia del Khûzdul, ya que conocieron a los enanos orientales.
Los bëorrim sortearon el mar de Rhûn siguiendo camino por el sur de este y se instalaron a los pies de las montañas que están en el suroeste del mar. Tiempo después se reunieron con los miembros de la Casa de Hador cuando estos, que se habían instalado en los Bosques del este del Mar, desarrollaron la capacidad de construir embarcaciones y pudieron cruzar el mar.
Pero la presión de los siervos de Morgoth los obligó a seguir la marcha hacia el oeste hasta toparse con los elfos que habitaban al pie de las Montañas Nubladas y allí su lenguaje se vio influenciado por el de estos. Solo unos pocos se quedaron en Rhovanion y el resto siguió su camino cruzando las Hitaeglir, para instalarse en Eriador. Allí se mezclaron con los haladim, que habían llegado por otro camino y junto a algunos orientales conformaron la población de la región, incluidos los montañeses de Rhudaur, que Tolkien llamó hombres medios.

### A Beleriand
Por presión demográfica o porque se sentían inseguros, un pequeño grupo de estos hombres, conducidos por Bëor el Viejo, continuaron el camino y decidieron cruzar las Ered Luin, llegando a Ossiriand e instalándose en el norte de esa región, en donde Finrod Felagund los encontró y les brindó su amistad.

### En Beleriand
Cuentan las historias de Beleriand, que Finrod encontró el campamento de los bëorrim en un valle en las fuentes del Río Thalos y que los hombres cantabam de felicidad por creerse libres de todo mal. El elfo esperó que se durmieran, se acercó al campamento y tomó un arpa, poniéndose a cantar una bella canción. A despertar los hombres con su música quedaron tan admirados con Finrod que en su lengua lo llamaron Nóm, que significa ‘el Sabio’, naciendo una gran amistad, puesto que el elfo se quedó a vivir con ellos por un buen tiempo. Así pronto se entendieron, porque los hombres, que ya conocían la lengua élfica, por sus contactos con los elfos oscuros; pudieron comunicarse con el rey Elfo; además este pudo leer sus pensamientos y conocer también su lengua.
Los Elfos Verdes de Ossiriand se molestaron y se sintieron inseguros por la presencia de los Hombres en sus tierras y le pidieron a Finrod que hablara con ellos para que se fueran de esa región. Así lo hizo el elfo y Bëor reunió a sus huestes y los condujo, con la guía de Felagund, a Estolad, tierras que por entonces pertenecían a Amrod y Amras; asentándose en las orillas orientales del Río Celon, al sur de Nan Elmoth. Un año después Finrod partió hacia sus dominios y Bëor lo acompañó dejando al mando de su pueblo a su hijo Baran.
Cuando los miembros de las Tres Casas de los Edain decidieron partir de Estolad, los reyes de los Noldor, viendo el valor de los Hombres y su utilidad en la lucha contra el mal; les ofrecieron vivir en sus tierras. Fue entonces cuando gran parte de la Casa de Bëor se instaló en Dorthonion y en Ladros viviendo en las Tierras de Fingolfin. Otros, encabezados por Bereg, luego de una asamblea entre todas las Casas, decidieron volver sobre sus espaldas por no estar dispuestos a más sufrimientos. Fue entonces cuando partió con un millar de Hombres y nunca se supo más de ellos y otros se volvieron a Eriador eligiendo a un nuevo líder.